# Língua emae
Emae é uma língua Polinésia das ilhas de Vanuatu.

## População
A língua Emae é falada nas aldeias de Makatea e Tongamea em Emae, Vanuatu. A maioria das pessoas do povo Emae, bem como falam também o Efato Norte (Nguna) inglês, francês e bislama. Menos de 1% das pessoas que falam Emae como língua nativa são alfabetizadas na língua, enquanto 50% a 70% são alfabetizadas na segunda língua, seja Nguna, Inglês, Francês ou Bislama. Hoje, apenas cerca de 400 pessoas falam Emae, principalmente em Makatea e Tongamea, 250 a mais do que na década de 1960 - cerca de 150 falantes . De acordo com Lewis, , Emae ainda é subutilizado por muitas pessoas na área, mas 50% das crianças conhecem e falam Emae (2014), e as crianças que falam Emae ajudarão o idioma a prosperar.

### Classificação
O Emae pertence ao grande grupo de línguas austronésias, que contém mais de 1200 idiomas. Emae faz parte do grupo Samóico-Outlier de línguas, também conhecido como Polinésio Circundante e do grupo de línguas futúnicas e todos os nove idiomas que fazem parte deste nó são os idiomas irmãos imediatos do Emae. O grupo Futúnico vem de idiomas vinculados à ilha de  Futuna.

## Extinção
Ao tentar classificar um idioma como ameaçado, os lingüistas precisam levar em consideração outros aspectos do uso do idioma na área em que ele é falado. O uso da linguagem no cotidiano do povo Emae é uma informação importante na determinação do nível de perigo da Emae. Segundo Lewis, o Emae é usado na maioria dos domínios (2014), mas essa é uma afirmação muito vaga, pois não especifica os domínios a que se refere. Essas informações podem fazer com que os céticos tenham um ponto de vista diferente. Um domínio em que um idioma pode se tem certeza do uso é em uma reunião religiosa. Embora o uso em cerimônias religiosas possa ser uma maneira de preservar um idioma, não há documentação do povo Emae usando seu idioma nesse tipo de domínio. Por exemplo, em uma das aldeias, "Makata" ou "Natanga", o título dos hinários estava em Tongoano (Capell, 1962). Tongoano é uma língua pequena que não é mais falada em Emae, mas nas ilhas Shepard (Tongoa). Outra fonte vem do  YouTube, uma gravação em VHS de uma pequena congregação de pessoas Emaes cantando uma música gospel. Em vez de usar o Emae, as pessoas estavam cantando em Bislama, uma das línguas oficiais de Vanuatu. Isso apresenta outro problema com a falta de documentação do Emae, pois não há gravações em áudio do idioma. Existe uma pequena escola primária localizada em Emae, chamada "Nofo", mas é improvável que o idioma seja ensinado lá, pois é mais popular o aprendizado de um dos três idiomas oficiais, falados na faculdade em Efate. O uso de idiomas oficiais sobre idiomas indígenas e a falta de documentação do Emae são fatores que contribuem para o estado em perigo do idioma. Não há nenhum sinal de que as pessoas da Emae tenham mantido a tecnologia moderna, ou mesmo rádios, o que seria um domínio perfeito para ajudar o idioma a se espalhar e sobreviver.
A transferência intergeracional, a transferência da língua para uma geração mais jovem, também é um meio de avaliar a vitalidade da mesma. Segundo Lewis, o idioma é usado por 50% das crianças (2014), o que é um sinal positivo para o idioma, pois as crianças ajudarão a manter o idioma vivo. No livro de Capell, o reverendo Herwell diz que “os números da população de Makata e Natanga juntos é de (1962)”. Com cerca de 400 a 500 falantes gravados em 2001, o número total de falantes do Emae mais que dobrou em mais de quarenta anos, o que apoia o fato de que os filhos de Emaes e ainda estejam aprendendo o idioma, mantendo a língua viva

## Fonologia

### Consoantes
A língua é pobre em sons consoantes.
|                     | Labial | Alveolar | Velar |
| ------------------- | ------ | -------- | ----- |
| Nasal oclusiva      | mʷ     | n        | ŋ     |
| Oclusiva            | p ᵐb   | t ⁿd     | k     |
| Fricativa           | f v    | s        |       |
| Vibrantel           |        | r        |       |
| Lateral aproximante |        | l        |       |

Segundo Capell (1962), “[h] aparece, mas é uma variante de [f] e às vezes [s]. Não classificado como fonema consoante.”

### Vogais
|         | Anterior | Central | Posterior |
| ------- | -------- | ------- | --------- |
| Fechada | i        |         | u         |
| Medial  | e        |         | o         |
| Aberta  |          | a       |           |

De acordo com Capell (1962), vogais adjacentes podem formar ditongos e duas vogais adjacentes idênticas podem se tornar foneticamente longas.

## Gramática

### Ordem das palavras
Capell diz que o padrão sintático de "Emae" é melanésio e pode ser mostrado pela comparação entre o padrão de vogais da língua maori e Emae.
O padrão que o maori, uma língua polinésia, segue é o VSO. Capell coloca as estruturas em termos de ator, predicado e objetivo. O ator é o sujeito, o predicado é a frase verbal e o objetivo é o objeto da frase. O Emae segue o padrão SVO, que é a estrutura que a maioria das línguas melanésias usa.

### Reduplicação
A eduplicação vogal]] em "Emae" não é tão comum quanto em outras línguas polinésias. A maior parte da reduplicação no "Emae" é um empréstimo de outros idiomas localizados ao redor do "Emae". No livro de Capell, ele afirma que há presença de reduplicação de substantivos e verbos em Emae (1962).
Reduplicação de Substantivos
- tui - "agulha"
- tuitui - "costurar"

Reduplicação de Verbos (Empréstimo de Nguna)
- lae - "regozije-se"
- laelaea - "regozijando-se"

## Vocabulário
A maioria das palavras no idioma "Emae" são palavras polinésias gerais:
- afi - "fogo"
- ariki - "chefe
- boŋiboŋi - "amanhã"
- fafine - "feminino"
- tarifa - "casa"
- po: ki - "implorar; faia"
- roto - "dentro do 'coração'"

### Homofones
Os homofones em vogais são considerados interessantes no Emae porque, algumas vezes, uma palavra é uma palavra polinésia geral, mas a outra vem de outra língua do Pacífico. 
GP = Polinésia Geral
- ara

1. GP "estrada, caminho"
2. GP "acorda"

- fia

1. GP "quantos?"
2. GP "desejo; desejo"

- fua

1. Maori "dar"
2. GP "ovo"

- po

1. Nguna "então; e então"
2. GP "noite"

- rima

1. GP "mão"
2. GP "cinco"

## Amostra de texto
E tuni re kakai tasi ko fakaraua peni. E tuni re fafine e tuni nga tamariki, Kere Uoro Kali. E tuni nga na tamariki ngafuru e tasi. Tere feia rato kai ma tere keina. Ka rato nau e natu, ma e peni ta "Kotoka natu, kou kuka ano serea re ngakau re puaka ni i tai." Ma e ano ki tai ma e ano serea re ngakau, ka re mango tasi e numai ma laua aia.
Português
Há uma história que é assim. Havia uma mulher que tinha dez filhos. Eles eram conhecidos como Kere Uoro Kali. As crianças estavam fazendo sua própria comida e comendo, quando sua mãe disse: "Vocês vão ficar aqui, enquanto eu vou para o mar para abrir o estômago deste porco para que possamos comê-lo". Então ela saiu para o mar e começou a abrir o estômago. Mas um tubarão veio e a levou embora.